# Talang Akar (Merapi Selatan)
Talang Akar is een bestuurslaag in het regentschap Lahat van de provincie Zuid-Sumatra, Indonesië. Talang Akar telt 264 inwoners (volkstelling 2010).